# Coulibistri
Coulibistri este un oraș din Dominica.